# Диас, Александер
Александер Диас (исп. Alexander Díaz; род. 22 марта 2000, 9 Июля, Буэнос-Айрес) — аргентинский футболист, нападающий клуба «Феррокарриль Оэсте». 

## Клубная карьера
Диас — воспитанник клуба «Онсе Тигрес». В 2015 года он подписал контракт с «Сан-Лоренсо». 8 сентября 2018 года в поединке Кубка Аргентины против «Колона» Александер дебютировал за основной состав. 17 сентября в матче против «Годой-Крус» он дебютировал в аргентинской Примере. 14 ноября 2020 года в поединке против «Альдосиви» Александер забил свой первый гол за «Сан-Лоренсо». В начале 2022 года Диас на правах аренды перешёл в «Арсенал» из Саранди. 11 февраля в матче против «Росарио Сентраль» он дебютировал за новый клуб. 19 февраля в поединке против «Уракана» Александер забил свой первый гол за «Арсенал».
В начале 2023 года Диас перешёл в «Феррокарриль Оэсте». 11 февраля в матче против «Химнасия Хухуй» он дебютировал в Примере Насьональ.  